# Gerris insperatus
Gerris insperatus är en insektsart som beskrevs av Drake och Hottes 1925. Gerris insperatus ingår i släktet Gerris och familjen skräddare. Inga underarter finns listade i Catalogue of Life.